# Жабоквица
Жабоквица (на сръбски: Жабоквица) е село в Република Сръбска (Босна и Херцеговина),  част от община Сребреница. Населението на селото през 1991 година е 681 души, от тях: 571 - сърби, 52 - мюсюлмани, и др.